# Katie Monahan-Prudent
Katie Monahan-Prudent, née le 15 mars 1954 à Chicago, est une cavalière de saut d'obstacles. D'origine américaine, compétitrice pendant de nombreuses années sous le drapeau américain, elle a choisi les couleurs françaises depuis 2003.

## Biographie
Elle commence sa carrière dés l'âge de cinq ans. Alors âgée de 15 ans, Katie Prudent remporte la finale de l'ASPCA Maclay, devenant ainsi l'un des plus jeunes cavaliers à obtenir ce prix. Elle remporte la finale des médailles AHSA en 1972, faisant d'elle l'une des rares à remporter les deux titres prestigieux.
Le 13 janvier, Albert Voorn, médaillé d’argent individuel aux Jeux olympiques de Sydney en 2000 pour les Pays-Bas, partage sur les réseaux sociaux un contenu montrant Katie Prudent en train d’enseigner à un groupe de cinq élèves  ayant suscité de nombreuses réactions au sein de la communauté équestre. Elle interpelle fermement ses élèves, laisse échapper des réflexions pouvant être jugées humiliantes à l’égard des jeunes cavaliers, puis prône des méthodes de maltraitance, incompatibles avec le bien-être animal.
La Fédération équestre américaine déclare avoir retiré de sa plateforme en ligne « des extraits vidéo problématiques ne correspondant pas à [ses] valeurs » et « assure faire de la sécurité et du bien-être des chevaux et des cavaliers une priorité absolue ».

## Palmarès mondial
- 1986 : médaille d'or par équipe aux championnats du monde d'Aix-la-Chapelle en Allemagne avec Amadia.